# Alexandre Negri
Alexandre Negri (Vinhedo, 27 marzo 1981) è un ex calciatore brasiliano, di ruolo portiere.
Possiede anche la cittadinanza cipriota.

## Carriera

### Club
Ha giocato in vari club calcistici in particolare nel campionato cipriota, di cui stato ha ottenuto la cittadinanza. Fra i suoi club più importanti troviamo l'Athletic Club Ajaccio, l'Associação Atlética Ponte Preta e l'Aris Salonicco.

### Nazionale
È stato convocato con la Nazionale di calcio del Brasile per la CONCACAF Gold Cup 2003 nella quale è arrivato al secondo posto.

## Palmarès

### Club

#### Competizioni statali
- Campionato Cearense: 1

Fortaleza: 2005